# 加新社
加新社（英語：The Canadian Press，簡稱 CP，簡稱 PC），又譯加通社，是加拿大的通訊社，1917年加拿大國會立法成立，總部設在多倫多。
加新社不僅為一般傳媒提供新聞稿，還出版了三本格式手冊，其中英文版的《Canadian Press Stylebook》（加新社格式手冊）和《Caps and Spelling》（大寫及串字手冊）被許多傳媒與機構使用。牛津大學出版社在2008年採用加拿大的字典部之後，由於最新的加拿大英文字典已經幾乎二十年書齡，不少英文編輯會把《Caps and Spelling》當作備用字典使用。另外一本是法文版的《Guide de rédaction》（編寫指南）。
英文版的加新社格式手冊所奠定的寫作格式叫做加新社格式（CP style）。相對於北美英文編輯界常用的芝加哥格式，加新社格式較為口語化。由於採用這種格式的文章通常較有親切感，不少加拿大的公司機構對外通訊都使用加新社格式。

### 引用
1. ↑  . The Canadian Press.   [May 28, 2021]. （原始内容存档于2023-12-03）.
2. ↑   18. Toronto, Canada: Canadian Press. 2017: 3. ISBN 978-0-920009-54-3.
3. ↑  Virag, Karen (编).  3. Toronto, Canada: Editors’ Association of Canada. 2015: 46–47. ISBN 978-0-9869456-1-8.

## 外部連結
- The Canadian Press （页面存档备份，存于）